# تدوین گفتمان‌ها در معانی گوناگون
تدوین گفتمان‌ها در معانی گوناگون (انگلیسی: Edifying Discourses in Diverse Spirits) کتابی است اثر سورن کی‌یرکگور که در سال ۱۸۴۷ منتشر شده است. مانند کتاب یا این/یا آن (۱۸۴۳) و بسیاری از گفتارهای دیگر او، این کتاب به سه بخش تقسیم شده است. کی‌یرکگور برای ایجاد مکانی برای مفاهیم احساس گناه و گناه در وجدان فرد مجرد تلاش می‌کرد. او در مورد ایده‌های گوته و هگل در مورد عقل و طبیعت بحث کرد. این کتاب پاسخ او به این ایده است که طبیعت و عقل کامل هستند.

## بخش‌ها
بخش اول کتاب کسانی را که می‌گویند گناهی ندارند به چالش می‌کشد. کی‌یرکگور در سرتاسر متن سؤال‌هایی را مطرح می‌کند، مانند «صبر چیست؟ آیا صبر آن شجاعتی نیست که آزادانه رنجی را که نمی‌توان از آن اجتناب کرد، به دوش می‌کشد؟» «آیا اکنون به گونه‌ای زندگی می‌کنید که از مجرد بودن و مسئولیت ابدی خود در برابر خدا آگاه هستید؟» «آیا شر، درست مانند افراد شرور، در تضاد با خود است و در خود تقسیم نمی‌شود؟»، «آیا کسی که گوش دارد نباید بشنود؟ و آیا شنیدن نتیجه مخالف نیز زیبا و قانع‌کننده نیست؟ آیا کسی که زندگی‌اش فدای عشق شده است نباید باور کند که خدا عشق است؟»، «از چه وسیله‌ای برای انجام کار خود استفاده می‌کنید؛ آیا ابزار به همان اندازه برای شما مهم است که هدف، آیا دقیقاً به همان اندازه مهم است؟»
بخش دوم مربوط به این ایده است که طبیعت کامل است. او همان‌طور که در چهار گفتمان سازنده، ۱۸۴۳ انجام داد، به داستان ایوب بازگشت.
بخش سوم به مفهوم انتزاعی و مثال‌های عینی می‌پردازد. کی‌یرکگور در اولین کتاب خود، یا این/یا آن، در مورد افرادی نوشت که با نام‌های A و B شناخته می‌شوند. سپس با تبدیل A به مرد جوان در کتاب تکرار (۱۸۴۳) و B به راهنمای خود، یعنی روان‌پزشک کنستانتین کنستانسیوس، آن‌ها را کمتر انتزاعی کرد. در همان روزی که کتاب تکرار را منتشر کرد، ترس و لرز را نیز منتشر کرد که ابراهیم را فردی نشان می‌داد که با خدا خلوت می‌کرد و می‌اندیشید که آیا از دستورات او پیروی کند یا خیر. او به نوشتن ادامه داد تا این‌که به انسان ملموسی به نام مسیح رسید و از لذتی که در پیروی از مسیح وجود دارد نوشت. او مخالف اخلاق هگل یا زیبایی‌شناسی گوته نیست، اما فکر می‌کند که پیروی از مسیح تنها چیزی است که لازم است. و این دو دلی آغاز بیماری روح برای فرد مجرد است.